# 山本大貴 (アナウンサー)
山本 大貴（やまもと だいき、1996年6月30日 - ）は、関西テレビのアナウンサー。同局のアナウンサーからフリーアナウンサーに転身した山本浩之（ヤマヒロ）は実父、日本テレビアナウンサーの山本健太は長兄に当たる。

## 来歴
三兄弟の末弟（三男）で、学生時代には体操クラブに7年間、野球部に9年間所属。幼少期からテレビ番組（特にバラエティ番組）を好んで視聴していて、司会を務めるアナウンサーの姿に憧れたことから、実父の浩之と同じ道を目指した。奈良市の出身で、奈良県立平城高等学校を経て、明治大学国際日本学部への在学中に、アメリカ合衆国へ1年間にわたって語学留学。浩之とは面識のない横山雄二（中国放送アナウンサー）の息子と、留学先で親しくなったという。
日本への帰国後に、かつて父が勤務していた関西テレビのアナウンサー試験を受験。実父のことを伏せたまま最終選考まで残った際、苗字が同じうえに実家の所在地も同じことに気付いた役員から質問を受け、息子であることを初めて明かした。後に舘山聖奈とともにアナウンサーとしての採用が内定したことから、正式入社前の2020年2月24日（2月23日深夜）に放送された『カンテレアナウンサー真冬の挑戦スペシャル ～カンニング竹山局長のドラマ制作指令を遂行せよ～』に舘山と揃って出演。古巣の関西テレビで『ちゃちゃ入れマンデー』の司会を務めている浩之とも、同年3月24日放送分の「あの人だかりは何!?大阪メトロ特別編&ヤマヒロ親子初共演スペシャル」で初共演を果たした。
大学卒業後の2020年4月1日付で、舘山と共に関西テレビへ正式に入社。入社4日後（4月4日）からは、『土曜はナニする!?』（関西テレビ制作土曜朝のワイドショー枠で同日から放送を開始）で気象キャスターを務めている。実父の浩之も関西テレビのアナウンサー時代（入社2年目以降）に同枠の前身番組（『シュートinサタデー』『いつでも笑みを!』）へレギュラーで出演していたが、同局の新人アナウンサーが入社と同時に全国ネット向け生放送番組のレギュラーへ起用された事例は初めて。同年の10月改編からは、『報道RUNNER』（浩之がかつてメインキャスターを務めた平日夕方のローカル報道番組枠に編成）でフィールドキャスターを務めていた。
その一方で、浩之の入社当初と同じくスポーツ実況を志望していることから、2020年の7月からスポーツ中継で研鑽を積んでいた。同年の全日本バレーボール高等学校選手権大会・和歌山大会男子決勝で任された実況で、フジテレビ系列局に新卒で入社したアナウンサーからただ1人、翌2021年の第37回FNSアナウンス大賞新人部門にノミネート。審査の結果、同部門の奨励賞を受賞した。2023年以降は、アナウンス業務の軸足をスポーツ実況へ本格的に移している。
なお、勤務する関西テレビはテレビ単営局だが、2021年度にはラジオ大阪（フジサンケイグループのラジオ単営局）の『カンテら!』（毎週火・水曜日の未明に放送の事前収録番組）でラジオパーソナリティを経験。最後に担当した2021年12月22日未明放送分では、実父の浩之を「ゲスト」に迎えていた。

## 出演番組

### 現在
- スポーツ中継（プロ野球、ボクシング、競馬、全日本バレーボール高等学校選手権大会、大阪国際女子マラソンなど）
  - 入社1年目の2020年7月に、ボクシング中継で実況デビュー[10]。次に担当した全日本バレーボール高等学校選手権大会・和歌山大会男子決勝の実況で、（本来は入社3年目までのアナウンサーが審査される）第37回FNSアナウンス大賞・新人部門の奨励賞を受賞した[9]。
  - プロ野球では、2021年4月1日の深夜に録画で放送されたオリックス・バファローズ対福岡ソフトバンクホークス戦中継（京セラドーム大阪、実況：服部優陽、解説：田尾安志）でベンチリポーターとしてデビュー。その後は、阪神タイガースの主催試合中継や『J SPORTS STADIUM』のオリックス・バファローズ主催試合中継にも出演している。
- FNN Live News days（関西ローカルパート、金曜日担当)
- カンテレNEWS（日曜深夜〜月曜早朝の宿直勤務を担当）

### 過去
- 土曜はナニする!?（2020年4月4日 - 2022年9月17日） - 天気コーナー[8]
- 次は〜新福島!=第4章・冬将軍=（MBSラジオ、2021年2月3日）
  - 「皆の者、将軍にシタってちょーだい!」（水曜日20時台のゲストコーナー）に出演。「将軍」ことパーソナリティの福島暢啓（毎日放送アナウンサー）は、山本浩之の出身大学（龍谷大学）の後輩で、浩之とも『ちちんぷいぷい』などの番組でたびたび共演している。
- 報道RUNNER - フィールドキャスター
  - 木・金曜担当（2020年10月1日 - 2021年3月26日）
  - 金曜担当（2021年4月2日 - 2022年4月1日）
- 2時45分からはスローでイージーなルーティーンで→1時50分からはスローでイージーなルーティーンで（2021年3月30日 - 2023年9月）
  - 2023年3月まで関西ローカルで放送されていた『2時45分からはスローでイージーなルーティーンで』では、毎週火曜日にニュースキャスターを務めていたほか、木曜日に月1回程度生中継のリポーターを担当。2021年5月から2021年の期間中は、月に1回のペースで木曜日のMCアシスタントを務めていた。
  - 2023年4月に『1時50分からはスローでイージーなルーティーンで』と改題したうえで他のフジテレビ系列局の一部で同時ネットを開始してからは、木曜日に改題前と同じペースで生中継のリポーターを務める一方で、ニュースを担当していなかった。

以下はいずれも、ラジオ大阪制作の番組。
- カンテら!
  - 「ラジオパーソナリティ」として、同僚のアナウンサー1名とのコンビで3回にわたって出演。「体操クラブへの所属中は得意だったバック転が（関西テレビへの入社後に）全くできなくなった」とのことで、出演回では新たな特技を身に付けるべく、「山本大貴の実は、コレできんねん」という冠挑戦コーナーも任されていた。
- 藤川貴央のニュースでござる（2023年9月15日・2024年9月13日） -  ゲスト
  - いずれも、先輩アナウンサーの堀田篤が藤川貴央（本来のパーソナリティでラジオ大阪のアナウンサー）の夏季休暇に伴ってパーソナリティ代理を任されていた週の最終日（金曜日）に、後輩アナウンサーの橋本和花子と揃って生放送へ出演した。
  - 2024年4月以降は『ヤマヒロのぴかッとモーニング』（実父の浩之がパーソナリティを務めるMBSラジオの生ワイド番組）の裏番組になっているが、この年の9月には、同番組が放送されている午前8時台に登場。